# Callichroma distinguendum
Callichroma distinguendum é uma espécie de coleóptero da tribo Callichromatini (Cerambycinae); com distribuição em Minas Gerais ao Paraná (Brasil). Foi descrito por Gounelle em 1911.